# Zdeno Chára
Zdeno Chára,  född 18 mars 1977, är en slovakisk före detta professionell ishockeyback. Han spelade 24 säsonger i National Hockey League (NHL) för New York Islanders, Ottawa Senators, Boston Bruins och Washington Capitals mellan 1997 och 2022. Med sina 206 centimeter är han den längsta spelare i historien vilket gav honom smeknamnet "Big Z".

## Karriär
Zdeno Chara valdes av New York Islanders i NHL-draften 1996. I Islanders spelade han under fyra säsonger, dock utan att utmärka sig. 2001 ingick han i en bytesaffär där Islanders skickade honom, Bill Muckalt och ett förstaval i NHL-draften till Ottawa Senators i utbyte mot Aleksej Jasjin.
I Senators utvecklades Chára till en världsback. Hans storlek, styrka och enorma räckvidd gjorde honom till en av ligans bästa defensiva backar, samtidigt som hans poängproduktion ökade. Säsongen 2002–2003 gjorde han 39 poäng, säsongen därefter 41.
Under NHL-lockouten säsongen 2004–2005 spelade Chára i Färjestad BK i svenska Elitserien, för vilka han svarade för 10 mål och 25 poäng på 33 spelade matcher. Laget tog sig till SM-final, där man dock förlorade mot Frölunda HC.
Efter lockouten beslutades det om nya regler, där bland annat hakningar förbjöds för att främja det offensiva spelet. Detta trodde många skulle bli till Cháras nackdel. Men istället var han en av ligans bästa backar, i ett Senators som var bäst i Eastern Conference. Han gjorde 43 poäng, personligt rekord, och fick inte så många utvisningar som befarat. I slutspelet åkte dock Senators ut redan i andra rundan.
Efter säsongen var Senators tvungna att välja mellan sina två stjärnbackar, Wade Redden och Chára, på grund av begränsat löneutrymme. Man valde Redden, och Chára hamnade i Boston Bruins. Chára hade det hårdaste slagskottet i hela NHL.. Han vann "Hardest Shot" i NHL All-Star Game Superskills Competition fem år i rad och under tre år slog han rekordet som tidigare var på 105,2 mph.
| Säsong | Spelare     | Hastighet (mph) |
| ------ | ----------- | --------------- |
| 2007   | Zdeno Chara | 100.4           |
| 2008   | Zdeno Chára | 103.1           |
| 2009   | Zdeno Chára | 105.4           |
| 2011   | Zdeno Chára | 105.9           |
| 2012   | Zdeno Chára | 108.8           |

Efter säsongen 2008–2009 fick Chara ta emot Norris Trophy som NHL:s bästa back. 2010–2011 vann han Stanley Cup med Boston Bruins.

## Statistik

### Klubbkarriär
| 1994–95    | Dukla Trenčín           | SVK U18    | 30    | 22  | 22  | 44  | 113   | —   | —  | —  | —  | —   |
| 1994–95    | Dukla Trenčín           | SVK U20    | 2     | 0   | 0   | 0   | 0     | —   | —  | —  | —  | —   |
| 1995–96    | Dukla Trenčín           | SVK U20    | 22    | 1   | 13  | 14  | 80    | —   | —  | —  | —  | —   |
| 1995–96    | Dukla Trenčín II        | SVK.2      | 5     | 1   | 1   | 2   | 6     | —   | —  | —  | —  | —   |
| 1995–96    | ŠHK 37 Piešťany         | SVK.2      | 10    | 1   | 3   | 4   | 10    | —   | —  | —  | —  | —   |
| 1995–96    | Sparta Prag             | CZE U20    | 15    | 1   | 2   | 3   | 42    | —   | —  | —  | —  | —   |
| 1995–96    | Sparta Praha            | ELH        | 1     | 0   | 0   | 0   | 0     | —   | —  | —  | —  | —   |
| 1996–97    | Prince George Cougars   | WHL        | 49    | 3   | 19  | 22  | 120   | 15  | 1  | 7  | 8  | 45  |
| 1997–98    | Kentucky Thoroughblades | AHL        | 48    | 4   | 9   | 13  | 125   | 1   | 0  | 0  | 0  | 4   |
| 1997–98    | New York Islanders      | NHL        | 25    | 0   | 1   | 1   | 50    | —   | —  | —  | —  | —   |
| 1998–99    | Lowell Lock Monsters    | AHL        | 23    | 2   | 2   | 4   | 47    | —   | —  | —  | —  | —   |
| 1998–99    | New York Islanders      | NHL        | 59    | 2   | 6   | 8   | 83    | —   | —  | —  | —  | —   |
| 1999–00    | New York Islanders      | NHL        | 65    | 2   | 9   | 11  | 57    | —   | —  | —  | —  | —   |
| 2000–01    | New York Islanders      | NHL        | 82    | 2   | 7   | 9   | 157   | —   | —  | —  | —  | —   |
| 2001–02    | Dukla Trenčín           | SVK        | 8     | 2   | 2   | 4   | 32    | —   | —  | —  | —  | —   |
| 2001–02    | Ottawa Senators         | NHL        | 75    | 10  | 13  | 23  | 156   | 10  | 0  | 1  | 1  | 12  |
| 2002–03    | Ottawa Senators         | NHL        | 74    | 9   | 30  | 39  | 116   | 18  | 1  | 6  | 7  | 14  |
| 2003–04    | Ottawa Senators         | NHL        | 79    | 16  | 25  | 41  | 147   | 7   | 1  | 1  | 2  | 8   |
| 2004–05    | Färjestad BK            | SHL        | 33    | 10  | 15  | 25  | 132   | 13  | 3  | 5  | 8  | 82  |
| 2005–06    | Ottawa Senators         | NHL        | 71    | 16  | 27  | 43  | 135   | 10  | 1  | 3  | 4  | 23  |
| 2006–07    | Boston Bruins           | NHL        | 80    | 11  | 32  | 43  | 100   | —   | —  | —  | —  | —   |
| 2007–08    | Boston Bruins           | NHL        | 77    | 17  | 34  | 51  | 114   | 7   | 1  | 1  | 2  | 12  |
| 2008–09    | Boston Bruins           | NHL        | 80    | 19  | 31  | 50  | 95    | 11  | 1  | 3  | 4  | 12  |
| 2009–10    | Boston Bruins           | NHL        | 80    | 7   | 37  | 44  | 87    | 13  | 2  | 5  | 7  | 29  |
| 2010–11    | Boston Bruins           | NHL        | 81    | 14  | 30  | 44  | 88    | 24  | 2  | 7  | 9  | 34  |
| 2011–12    | Boston Bruins           | NHL        | 79    | 12  | 40  | 52  | 86    | 7   | 1  | 2  | 3  | 8   |
| 2012–13    | Lev Praha               | KHL        | 25    | 4   | 6   | 10  | 24    | —   | —  | —  | —  | —   |
| 2012–13    | Boston Bruins           | NHL        | 48    | 7   | 12  | 19  | 70    | 22  | 3  | 12 | 15 | 20  |
| 2013–14    | Boston Bruins           | NHL        | 77    | 17  | 23  | 40  | 66    | 12  | 2  | 2  | 4  | 14  |
| 2014–15    | Boston Bruins           | NHL        | 63    | 8   | 12  | 20  | 42    | —   | —  | —  | —  | —   |
| 2015–16    | Boston Bruins           | NHL        | 79    | 9   | 28  | 37  | 71    | —   | —  | —  | —  | —   |
| 2016–17    | Boston Bruins           | NHL        | 75    | 10  | 19  | 29  | 59    | 6   | 0  | 1  | 1  | 2   |
| 2017–18    | Boston Bruins           | NHL        | 73    | 7   | 17  | 24  | 60    | 12  | 1  | 2  | 3  | 4   |
| 2018–19    | Boston Bruins           | NHL        | 62    | 5   | 9   | 14  | 57    | 23  | 2  | 4  | 6  | 16  |
| 2019–20    | Boston Bruins           | NHL        | 68    | 5   | 9   | 14  | 60    | 13  | 0  | 2  | 2  | 8   |
| 2020–21    | Washington Capitals     | NHL        | 55    | 2   | 8   | 10  | 44    | 5   | 0  | 0  | 0  | 2   |
| 2021–22    | New York Islanders      | NHL        | 72    | 2   | 12  | 14  | 85    | —   | —  | —  | —  | —   |
| NHL totalt | NHL totalt              | NHL totalt | 1,680 | 209 | 471 | 680 | 2,085 | 200 | 18 | 52 | 70 | 218 |

### Internationellt
| År            | Lag           | Turnering     | Resultat      |    | Matcher | Mål | Assist | Poäng | Utv |
| ------------- | ------------- | ------------- | ------------- | -- | ------- | --- | ------ | ----- | --- |
| 1999          | Slovakien     | VM            | 7th           | 6  | 1       | 0   | 1      | 6     |     |
| 2000          | Slovakien     | VM            | 2             | 9  | 0       | 0   | 0      | 12    |     |
| 2001          | Slovakien     | VM            | 7:a           | 7  | 0       | 1   | 1      | 10    |     |
| 2004          | Slovakien     | VM            | 4:a           | 9  | 2       | 0   | 2      | 2     |     |
| 2004          | Slovakien     | WCH           | 7:a           | 4  | 0       | 2   | 2      | 8     |     |
| 2005          | Slovakien     | VM            | 5:a           | 7  | 0       | 2   | 2      | 2     |     |
| 2006          | Slovakien     | OS            | 5:a           | 6  | 1       | 1   | 2      | 2     |     |
| 2007          | Slovakien     | VM            | 6:a           | 7  | 3       | 1   | 4      | 4     |     |
| 2010          | Slovakien     | OS            | 4:a           | 7  | 0       | 3   | 3      | 6     |     |
| 2012          | Slovakien     | VM            | 2             | 10 | 2       | 2   | 4      | 4     |     |
| 2014          | Slovakia      | OS            | 11:a          | 4  | 0       | 1   | 1      | 4     |     |
| 2016          | Team Europe   | WCH           | 2             | 6  | 2       | 0   | 2      | 6     |     |
| Senior totalt | Senior totalt | Senior totalt | Senior totalt | 82 | 11      | 13  | 24     | 66    |     |

## Meriter och utmärkelser

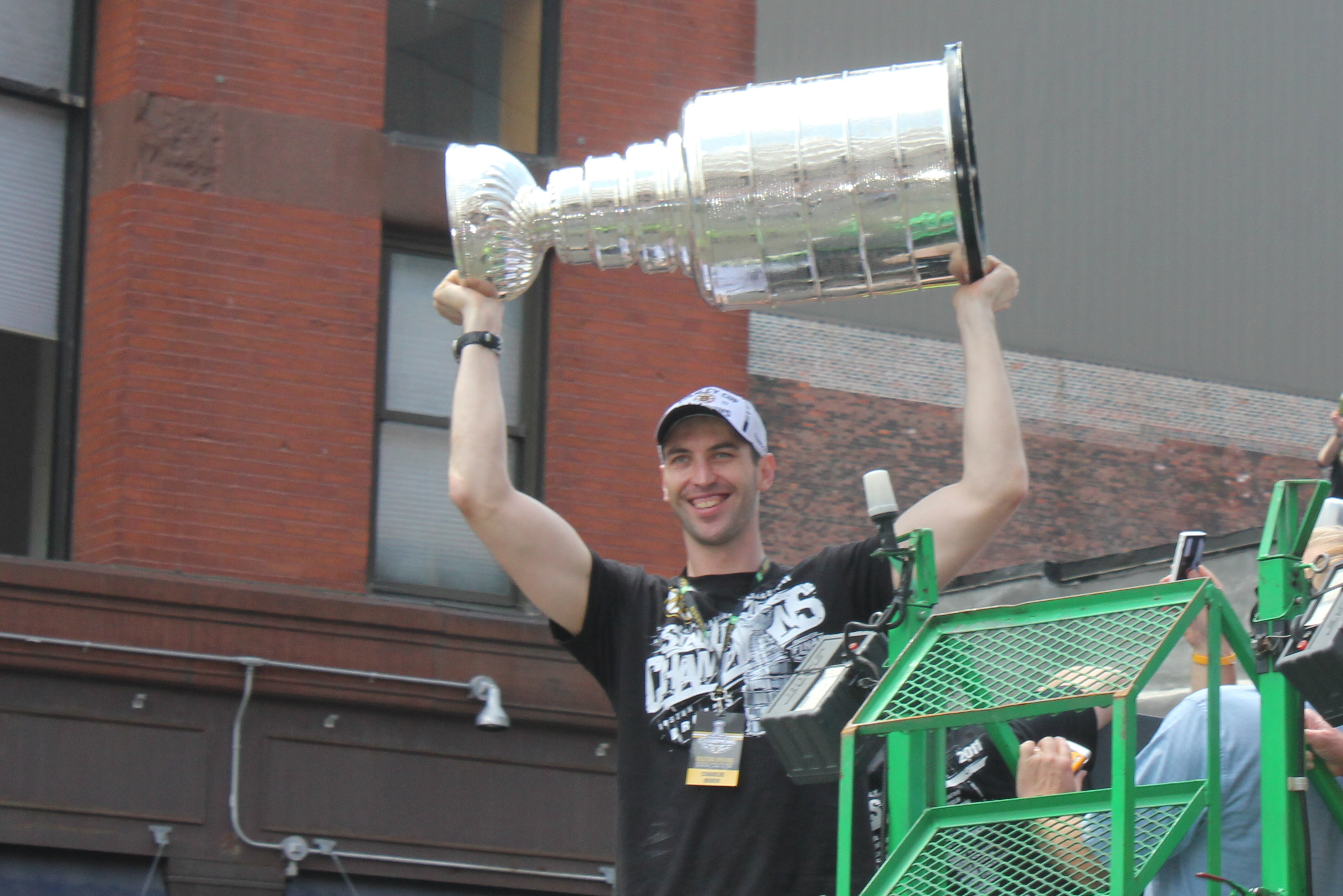
Chára lyfter Stanley Cup vid Bruins segerparad 2011

| Merit                                                         | År                                 |
| AHL                                                           | AHL                                |
| ------------------------------------------------------------- | ---------------------------------- |
| AHL All-Star Game                                             | 1998                               |
| AHL All-Rookie team                                           | 1998                               |
| NHL                                                           |                                    |
| NHL All-Star Game                                             | 2003, 2007, 2008, 2009, 2011, 2012 |
| NHL first All-Star team                                       | 2004, 2009, 2014                   |
| NHL second All-Star team                                      | 2006, 2008, 2011, 2012             |
| NHL All-Star Game SuperSkills Competition Hardest Shot Winner | 2007, 2008, 2009, 2011, 2012       |
| James Norris Memorial Trophy                                  | 2009                               |
| NHL 2000s All-Decade second team                              | 2009                               |
| Stanley Cup champion                                          | 2011                               |
| Mark Messier Leadership Award                                 | 2011                               |
| NHL 2010s All-Decade second team                              | 2020                               |
| International                                                 |                                    |
| IIHF World Championship silver medal                          | 2000, 2012                         |
| IIHF World Championship All-Star team                         | 2004, 2012                         |
| IIHF World Championship best defenceman                       | 2012                               |
| World Cup of Hockey silver medal                              | 2016                               |
| IIHF all-time Slovakia team                                   | 2020                               |
| Boston Bruins                                                 |                                    |
| John P. Bucyk Award                                           | 2008, 2019                         |
| Bruins Three Stars Awards                                     | 2009                               |
| Eddie Shore Award                                             | 2012                               |